# Bandy i Colombia
Bandy i Colombia är en ny företeelse.[Hur ny?] Colombianska förbundet för skridskosporter (Federación Colombiana de Patinaje) har inkluderat bandy bland sina grenar. I april 2017 besökte man Sverige och ansökte då om medlemskap i FIB, vilket senare beviljades.